# 율리우스 플뤼커
율리우스 플뤼커(독일어: Julius Plücker, 1801년 6월 16일 ~ 1868년 5월 22일)는 독일의 수학자이자 물리학자이다. 해석기하학과 음극선을 연구하였다.

## 생애
1801년 6월 16일 신성 로마 제국 부퍼탈 근처의 엘버펠트(독일어: Elberfeld)에서 태어났다. 뒤셀도르프에서 김나지움을 다녔고, 이후 본 대학교 · 하이델베르크 대학교 · 베를린 훔볼트 대학교에서 공부한 뒤 1823년에 파리로 유학하였다.
1823년에 귀국하였고, 1828년에 본 대학교에서 수학을 강의하기 시작하였다. 1836년에 본 대학교 물리학 교수가 되었고, 음극선을 연구하였다. 플뤼커는 하인리히 가이슬러에 진공 방전관의 제작을 주문하였고, 이것으로 방전에 의한 여러 가지 현상(예를 들면, 수소 스펙트럼의 3개의 주선(主線))을 발견하였다.
1863년에는 다시 사영기하학을 연구하기 시작하였고, 사영 공간 및 그라스만 다양체의 플뤼커 좌표를 도입하였다. 1866년에 왕립 학회에서 코플리 메달을 수여받았다.
1868년 5월 22일 본에서 사망하였다.

## 저서
- Analytisch-geometrische Entwicklungen 1권 1828, 2권 1831
- Theorie der algebraischen Curven, 1839
- System der analytischen Geometrie, 1835
- System der Geometrie des Raumes in neuer analytischer Behandlungsweise, 1846
- Neue Geometrie des Raumes gegründet auf die Betrachtung der geraden Linie als Raumelement,1868–69.

## 같이 보기
- 그라스만 다양체